# Northrop Grumman MQ-8C Fire Scout
Northrop Grumman MQ-8C Fire Scout je bezpilotní jednomotorový vrtulník vyvíjený americkou korporací Northrop Grumman pro US Navy. Vrtulník vznikl na základě osvědčeného typu Bell 407. Oproti původní verzi Northrop Grumman MQ-8 Fire Scout dosahuje ve všech ohledech vyšších výkonů. Mezi jeho hlavní úkoly bude patřit průzkum a řízení palby námořních, pozemních i leteckých sil. Operovat bude především z torpédoborců, fregat a plavidel kategorie Littoral Combat Ship.

## Historie

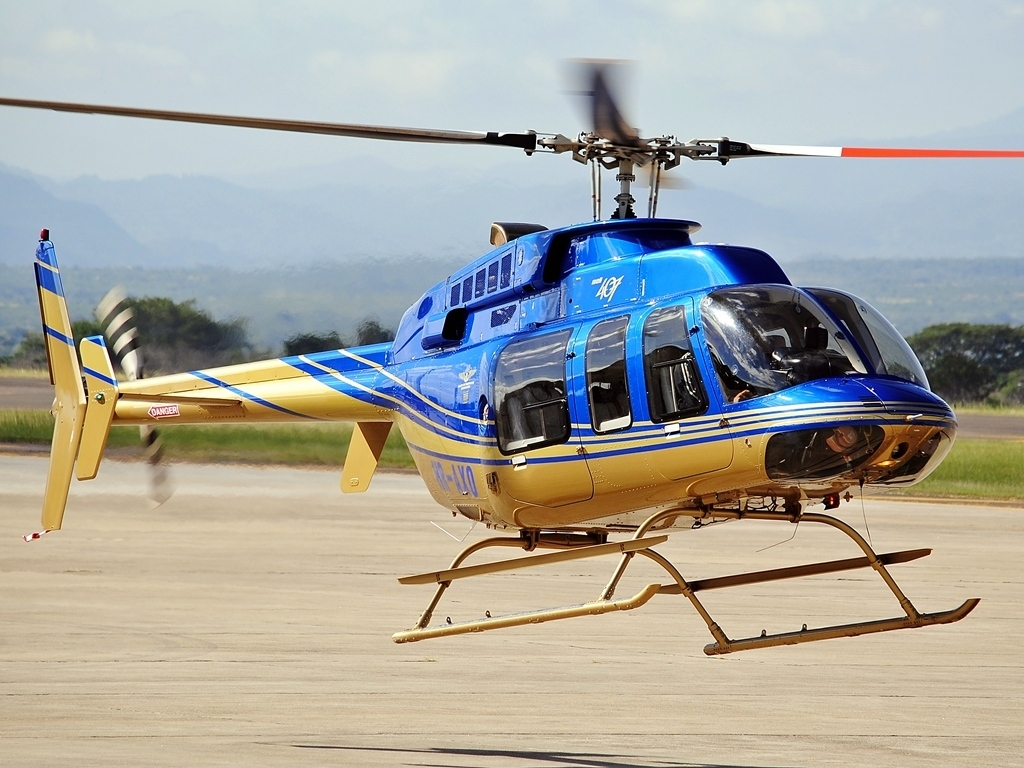
MQ-8C je odvozen od civilního typu Bell 407 (na snímku)

Bezpilotní průzkumný systém MQ-8C Fire Scout byl vyvinut společností Northrop Grumman na základě osvědčeného komerčního vrtulníku Bell 407. Dosahuje výrazně vyšších výkonů, než základní model MQ-8B, který byl odvozen od lehkého typu Sikorsky S-333. Obě verze ovšem sdílí řídící systém, senzory a řadu dalších komponentů (např. 97% softwaru).
Roku 2012 Northrop Grumman získal nejprve zakázku na stavbu dvou prototypů a šest předsériových kusů, v dubnu téhož roku zvýšenou o dalších šest strojů na celkových 14. Výroba typu probíhá od roku 2013. Kostry vrtulníku jsou vyráběny továrnou Bell v Mirabel v Québecu a dokončovány továrnou koncernu Northrop Grumman ve státě Alabama. Tam jsou mimo jiné instalovány senzory, elektronika a přídavné nádrže.
První prototyp MQ-8C námořnictvo převzalo v červenci 2013. První vzlet prototypu proběhl 31. října 2013 na námořní základně Ventura County v Point Mugu v Kalifornii. V září 2016 námořnictvo objednalo dalších 10 vrtulníků MQ-8C.
Námořní zkoušky tohoto typu úspěšně proběhly roku 2018 na palubě plavidla USS Coronado (LCS 4). Přijetí do služby je plánováno na rok 2018, přičemž typ se má doplňovat s vrtulníky MH-60S/R.
Počátečních operačních schopností typ dosáhl 28. června 2019.

## Specifikace (MQ-8C)

Třípohledový nákres

Údaje podle

### Technické údaje
- Osádka: 0
- Délka trupu: 12,6 m
- Šířka trupu: 2,7 m
- Výška: 3,3 m
- Průměr rotoru: 10,7 m
- Hmotnost prázdného vrtulníku:
- Max. vzletová hmotnost: 2722 kg
- Pohonná jednotka: 1× turbohřídelový motor Rolls-Royce M250-C47E[9]
- Výkon motoru: 522 kW

### Výkony
- Maximální rychlost: 250 km/h
- Dolet: 2 272 km
- Dostup: 4 877 m
- Vytrvalost: 12 hodin
- Max. nosnost: 1 338 kg